# 索羅費爾 (新澤西州)
索羅費爾（英語：Thorofare）是位於美國新澤西州格洛斯特縣的普查規定居民點。

## 人口
根據2020年美國人口普查的數據，索羅費爾的面積為10.64平方千米，當中陸地面積為8.68平方千米，而水域面積為1.95平方千米。當地共有人口2806人，而人口密度為每平方千米263.72人。